# Aphalara ossiannilssoni
Aphalara ossiannilssoni är en insektsart som beskrevs av Mathur 1975. Aphalara ossiannilssoni ingår i släktet Aphalara och familjen rundbladloppor. Inga underarter finns listade i Catalogue of Life.